# Ruth Toma
Pour les articles homonymes, voir Toma.
Ruth Toma, née à Kötzting (maintenant Bad Kötzting) en Allemagne de l'Ouest en 1956, est une scénariste allemande.

## Filmographie partielle
- 1999 : La Chanson du sombre dimanche de Rolf Schübel (en)
- 2002 : Solino de Fatih Akin
- 2005 : La Massaï blanche (Die weisse Massaï) de Hermine Huntgeburth
- 2005 : Kebab Connection de Anno Saul
- 2006 : Le Bonheur d'Emma (Emmas Glück) de Sven Taddicken
- 2009 : Same Same but Different de Detlev Buck
- 2010 : Offre-moi ton cœur de Nicole Weegmann (de)
- 2013 : 3096 de Sherry Hormann

- 2021 : Un doux désastre (Sweet Disaster) de Laura Lehmus

## Distinctions
- 2012 : étoile sur le Boulevard des stars